# Луховка
Лу́ховка —  рабочий посёлок в Мордовии в составе России. 
Входит в городской округ Саранск.  Подчинён администрации Октябрьского района Саранска. Административно к Луховке относятся соседние сёла Куликовка и Макаровка.

## География
Луховка вытянута в направлении с северо-запада на юго-восток, между рекой Тавла (Луховка расположена по левому берегу) и автодорогой Саранск — Кочкурово. Макаровка находится севернее посёлка, Куликовка — южнее.

## История
Статус посёлка городского типа — с 1969 года.

## Население
| 1970  | 1979  | 1989    | 2002  | 2009  | 2010  | 2012  |
| ----- | ----- | ------- | ----- | ----- | ----- | ----- |
| 5047  | ↗7543 | ↗10 017 | ↘9099 | ↘9088 | ↘8639 | ↘8548 |
| 2013  | 2014  | 2015    | 2016  | 2017  | 2020  | 2021  |
| ↘8415 | ↘8321 | ↘8275   | ↘8240 | ↘8219 | ↗8230 | ↗9036 |

## Предприятия и организации
- сельскохозяйственное предприятие ГУП РМ «Луховское»
- средняя школа № 6
- детская школа искусств № 8 — обучение живописи, прикладному творчеству, музыке и вокалу
- поликлиника
- дом культуры
- отделение почтовой связи
- Луховский лицей
- Футбольная команда Луховка (ДЮСШ 5)

В Макаровке расположен Макаровский Иоанно-Богословский монастырь.

## Транспорт
Луховка связана с Саранском городскими автобусами и маршрутными такси.
В Луховке расположен аэропорт Саранска.